# Groot-Wilnis-Vinkeveen
Groot-Wilnis-Vinkeveen is een voormalig waterschap in de Nederlandse provincie Utrecht. Het waterschap ging in 1976 verder als deel van waterschap De Proosdijlanden.